# Rotondi
Rotondi es uno de los 119 municipios o comunas ("comune" en italiano) de la provincia de Avellino, en la región de Campania. Con cerca de 3.346 habitantes, según el censo de 2005, se extiende por una área de 7 km², teniendo una densidad de población de 478 hab/km². Linda con los municipios de Airola, Avella, Bonea, Cervinara, Montesarchio, Paolisi, Roccarainola. 

## Demografía
| Gráfica de evolución demográfica de Rotondi entre 1861 y 2001 |
|                                                               |
| Fuente ISTAT - elaboración gráfica de Wikipedia               |

- Datos: Q55087
- Multimedia: Rotondi / Q55087

1. ↑  Worldpostalcodes.org, código postal n.º 83017.
2. ↑  «Codici Catastali». Comuni-italiani.it (en italiano). Consultado el 29 de abril de 2017.